# Ozuna
Juan Carlos Ozuna Rosado, més conegut com a Ozuna   (San Juan, 13 de març de 1992), és un cantant porto-riqueny de reggaeton.
Va començar a compondre cançons a l'edat de dotze anys. El 2014 va signar un contracte d'enregistrament i va començar a publicar les seves interpretacions a YouTube. Al següent any, va començar a guanyar popularitat a Llatinoamèrica per cançons com «Si no te quiere». El 2018 va ser premiat com a millor artista llatí i al millor àlbum llatí, pel seu treball «Odissea» en la cerimònia dels Billboard, que se celebren a l'hotel MGM Grand Arena de Las Vegas, Nevada.
Tot i ser part de la nova onada de cantants urbans de Puerto Rico, i de tenir una profunda relació amistosa amb el polèmic cantant Anuel AA, actualment té més de 10 cançons que superen els 100 milions de reproduccions a YouTube, fenomen similar als inicis dels artistes urbans Farruko i Maluma.
Des del començament de la seva carrera, ha venut al voltant de 15 milions de discos, el que el converteix en un dels artistes de música llatinoamericà més venuts de tots els temps. L'1 de febrer de 2019, Ozuna va tenir més vídeos de mil milions de visualitzacions a YouTube de qualsevol artista i ha guanyat dos premis Grammy llatins, cinc premis Billboard de la música, dotze premis de la música llatina Billboard, quatre rècords mundials Guinness, entre altres reconeixements.